# It Don't Mean a Thing (If It Ain't Got That Swing)
Clip vidéo
[vidéo] « Live Ella Fitzgerald & Duke Ellington au Festival du Jazz d'Antibes Juan-les-Pins (Ella and Duke at the Cote D'Azur) de 1967 », sur YouTube
It Don't Mean a Thing (If It Ain't Got That Swing) (Cela ne signifie pas grand-chose, si ça n'a pas ce Swing, en anglais) est un standard de jazz & de swing d'août 1931, composé par Duke Ellington (avec des paroles d'Irving Mills) avec un premier enregistrement avec son big band jazz en février 1932 chez Brunswick Records.

## Historique
Ce standard de jazz avec son célèbre refrain scat « Duh-wah-du-wah-du-wah-du » des débuts de l’ère du Swing des années 1930, est un des plus importants succès du considérable répertoire de Duke Ellington.

Duke Ellington & son big band jazz & swing
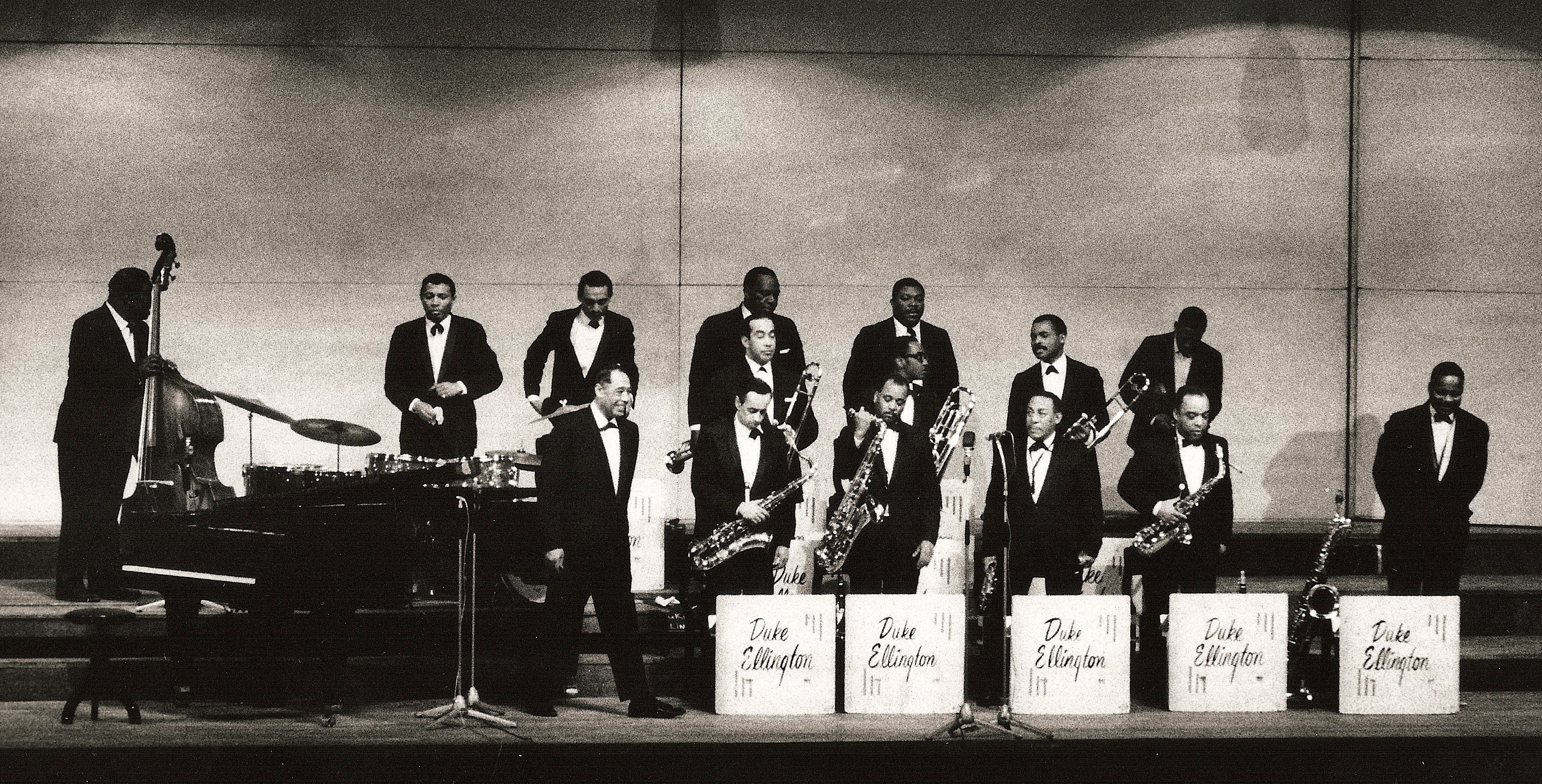
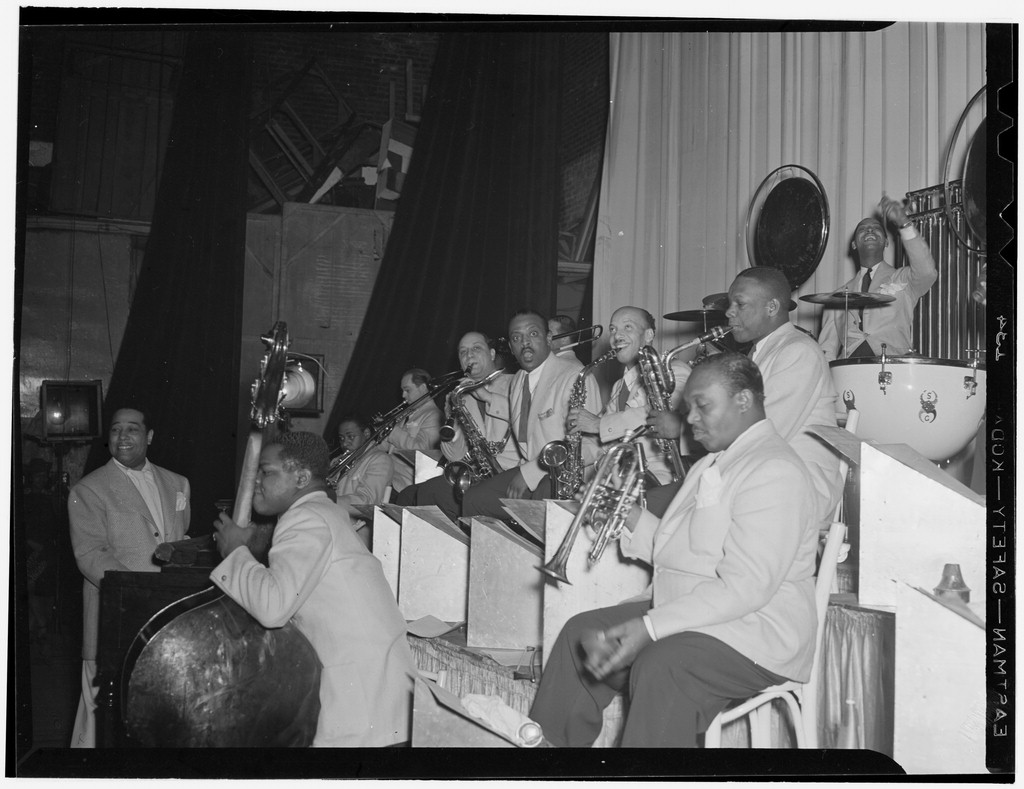

## Big band de Duke Ellington
Il est enregistré pour la première fois en 1932, avec son big band jazz & swing suivant : 
- Duke Ellington, chef d'orchestre et piano
- Ivie Anderson : voix
- Fred Guy : banjo, guitare
- Wellman Braud : contrebasse
- Joe Nanton, Lawrence Brown, Juan Tizol : trombone
- Arthur Whetsol, Cootie Williams, Freddie Jenkins (en) : trompette
- Harry Carney : clarinette, saxophone alto, saxophone baryton
- Johnny Hodges : clarinette, saxophone alto, saxophone soprano
- Barney Bigard : clarinette, saxophone ténor
- Sonny Greer : batterie

## Distinction
Le titre reçoit le Grammy Hall of Fame Award en 2008.

## Reprises
Il est repris entre autres par de nombreuses stars de l'histoire du jazz, dont Louis Armstrong (1932), les Boswell Sisters (1932), Sidney Bechet, Django Reinhardt et Stéphane Grappelli (Swing de Paris, 1935), Benny Goodman (1937), Thelonious Monk (1955), Stan Getz (Stan Getz at The Shrine (en), 1955), Rosemary Clooney (1956), Ella Fitzgerald (1957), Nina Simone (Nina Simone Sings Ellington!, 1962), Ella Fitzgerald & Duke Ellington (Ella and Duke at the Cote D'Azur (en), 1967), Ella Fitzgerald en 1972 (album Ella à Nice), Tony Bennett en 1995, 1999, et en duo avec Lady Gaga (Cheek to Cheek, 2014)...

## Au cinéma
- 1989 : Les Nuits de Harlem, d'Eddie Murphy.
- 1993 : Swing Kids, de Thomas Carter.
- 1994 : Corrina, Corrina, de Jessie Nelson, avec Whoopi Goldberg.